# Eberhard Bronchorst

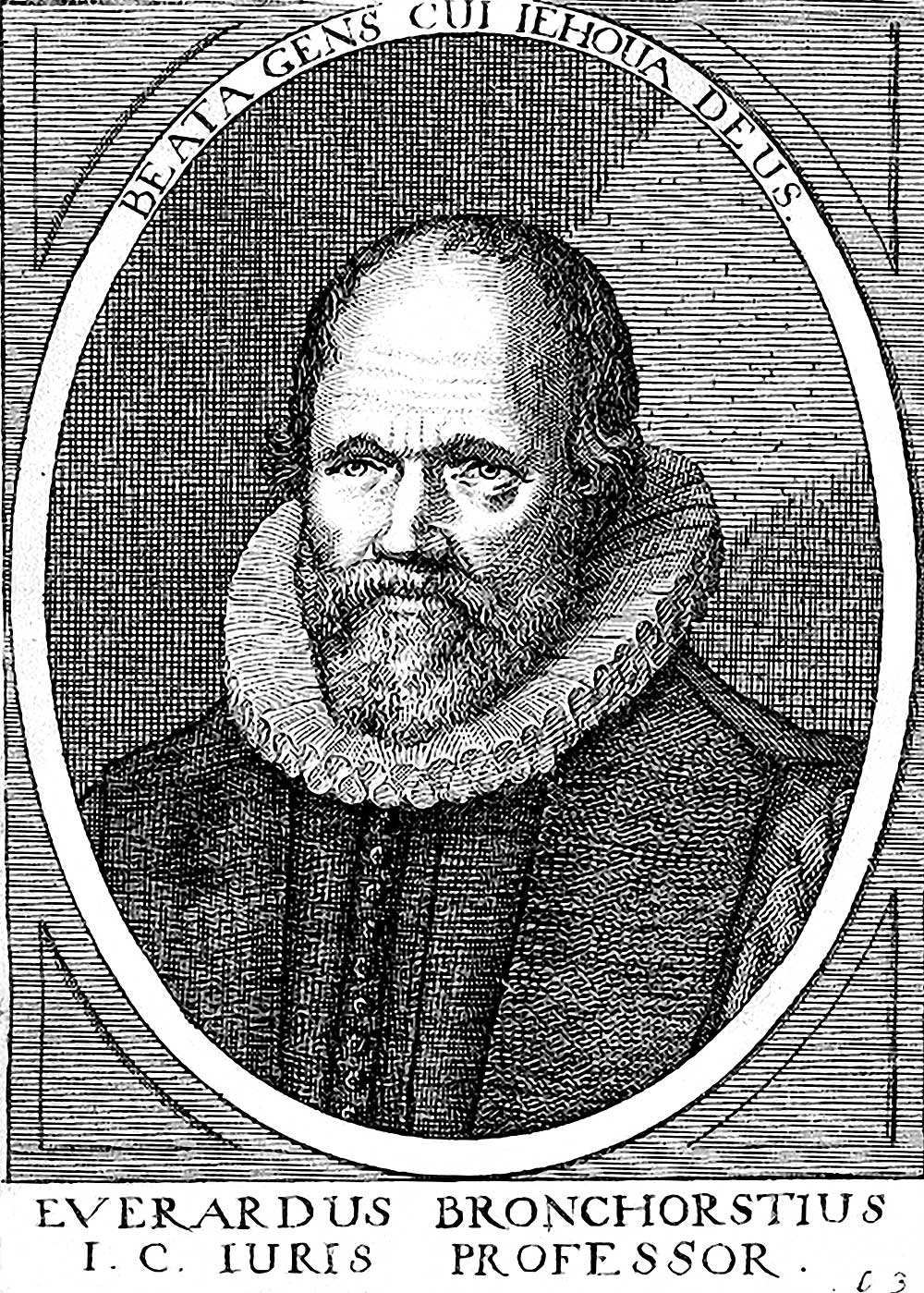
Eberhard Bronchorst

Eberhard Bronchorst auch: Everard van Bronkhorst, Brunckost, Brunchorff; (* 27. März 1554 in Deventer; † 27. Mai 1627 in Leiden) war ein niederländischer Rechtswissenschaftler.

## Leben
Bronchorst war der Sohn des Johannes van Bronchorst und dessen Frau Clara de Coster. Er hatte an der Lateinschule seiner Vaterstadt die erste Ausbildung erhalten. Sein Vater nahm den reformierten Glauben an und musste mit seiner Familie deswegen 1569 nach Köln flüchten. An der Universität zu Köln absolvierte Bronchorst seine ersten Studien zur Rechtswissenschaft. Dieses Studium setzte er am 16. April 1577 an der Universität Marburg, im Wintersemester 1577 an der Universität Erfurt und im Oktober 1578 an der Universität Wittenberg fort. Dabei besuchte er Vorlesungen bei Valentin Forster, Nicolaus Vigelius (1529–1600) und Matthias Wesenbeck.
Von dort begab er sich an die Universität Basel, wo er Vorlesungen von Samuel Grynäus (1539–1599) sowie Franz Hottomann (1524–1590) besuchte und am 17. August 1579 zum Doktor der Rechte promovierte. Danach war er ein Jahr lang Dozent in Wittenberg und ab 1581 zwei Jahre Professor in Erfurt. Danach kehrte er 1583 nach Deventer zurück, wo er als Stadtrat und 1586 als Bürgermeister wirkte. Nachdem er 1587 an die Spanier verraten worden war, musste er vor den Truppen des Herzogs Alba nach Leiden fliehen. Hier wurde er zum Nachfolger von Hugo Donellus berufen und trat dieses Amt am 10. Juli 1587 mit der Rede de Studio juris recte instituendo an.
Sein Name lockte eine Vielzahl ausländischer Studenten nach Leiden. 1597 versuchte man ihn für die Universität Franeker zu gewinnen, jedoch verblieb er in Leiden, wo er mit einer Vielzahl von Disputationen den Unterricht seiner Schüler förderte. Nachdem er verschiedene Male auf der Nominationsliste gestanden hatte, übertrug man ihm 1604 die ehrenvolle Aufgabe eines Rektors der Alma Mater. Ab 1620 plagten ihn zunehmend gesundheitliche Einschränkungen, da er in Melancolie verfiel und seine Tätigkeit nur noch als Honorarprofessor ausüben konnte. 1621 musste er seine Tätigkeit ganz einstellen. Seine letzten Lebensjahre widmete er der antiken Literatur und Geschichte. Seine Leichenrede hielt Petrus Cunaeus (1586–1638).
Eberhard Bronchorst war mit Adelheid van Middelburch verheiratet, der Tochter des Bürgermeisters von Zwolle, Gerard van Middelburch. Aus der Ehe gingen mehrere Kinder hervor. Sein Sohn Gerhard promovierte als Jurist und wurde Anwalt. Zudem ist sein Sohn Johannes bekannt. Bronckhorst hat keine besondere juristische Schule gegründet. Seine bedeutendsten Schüler waren Cornelius Paulinus Swanenburg (1574–1630) und Cornelis van Pijnacker (1570–1645).

## Werke (Auswahl)
- Ἐναντιοφανῶν Centuriae duae, juxta seriem Pandectarum dispositae, et Concilationibus earundem. Leiden 1595, mit Centuria III et IV Hannover 1607, alle gemeinsam auch unter dem Titel de Privilegiis studiosorum. Harderwijk 1653.
- Controversiarum Juris, centuriae duae. Leiden 1602, 1610; Hannover 1615.
- Ἐναντιοφανῶν Centuriae sex, et Conciliationes earundem; ab ipso Authore recognitae et amplius quam tertia parte auctae et locupletatae; accessit brevis tractatus de Privilegiis Studiosorum. Professorum et Doctorum, eodem Authore. Leiden 1621 editio nova prioribus emendatior, cui accedit Viri Clarissimi Petri Cunaei Oratio funebris de vita et morte Auctoris. Frankfurt 1695.
- In Titulum Digestorum de diversis Regulis Juris antiqui Enarrationes. Frankfurt 1607, Amsterdam 1686.
- Methodus Feudorum, cui adjectae sunt Orationes duae, una de studio Juris instituendo, altera de laudibus Juris prudentiae. Leiden 1613 (books.google.de), Utrecht 1652, Amsterdam 1695.
- Aphorismi Politici et Militares ex diversis Authoribus Graecis et Latinis per Lambertum Danaeum collecti, ab Everhardo Bronckhorst exemplis illustrati. Leiden 1623 als Quibus in hac Editione accessere sexcenta fere alia ex recentioribus Historiographis Germanis, Gallis etc. excerpta. Leiden 1638.